# CFS Leitrim

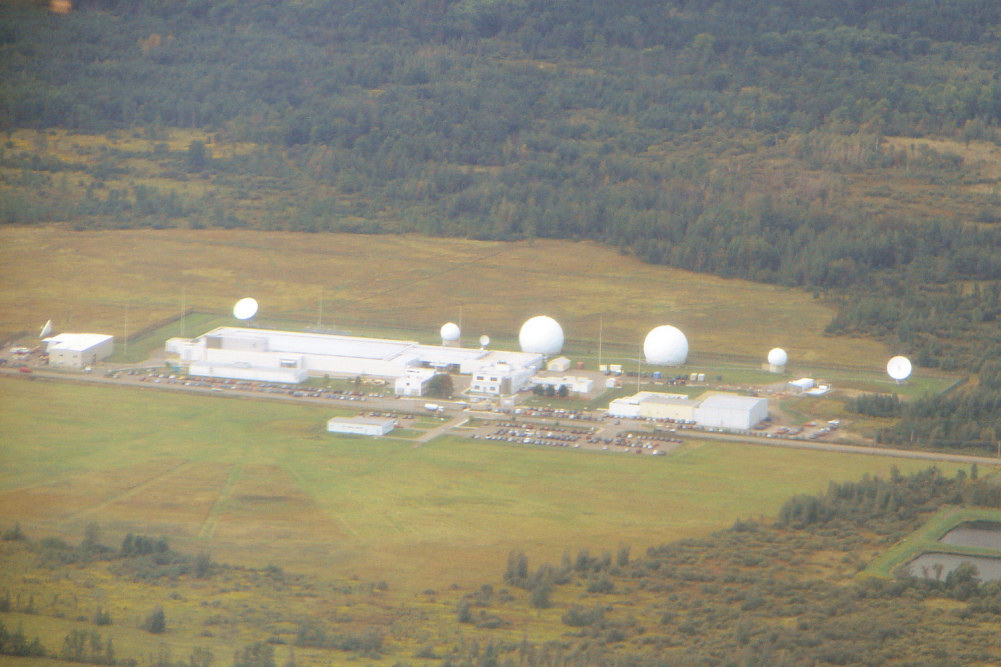
Geländeübersicht CFS Leitrim

Canadian Forces Station Leitrim (kurz: CFS Leitrim) ist ein Militärstützpunkt der kanadischen Streitkräfte in Ottawa. Der Stützpunkt befindet sich im Ortsteil Leitrim in der Nähe des Flughafens, rund zwölf Kilometer südlich der Innenstadt. An dem Standort werden Verschlüsselungen und Entschlüsselungen von Nachrichten und anderen Kommunikationseinrichtungen für Regierungseinrichtungen von Kanada durchgeführt. Dazu zählen das Communications Security Establishment Canada, die nationale Nachrichtenagentur und die kanadischen Streitkräfte. Die Anlage gehört zum weltweit vernetzten Echelon-Netzwerk, dem auch die USA, Vereinigtes Königreich, Kanada, Australien und Neuseeland angehören.

## Geschichte
Die heutige CF Station Leitrim wurde 1941 südlich von Ottawa, von der Royal Canadian Corps of Signals fertiggestellt.

## Funktion
1946 lag die militärische Personalstärke auf dem Stützpunkt bei 75. Aktuell sind mehrere hundert Soldaten und zivile Beschäftigte dort stationiert. Die Station ermöglicht und sichert die Kommunikation zwischen den folgenden Zentren und den Verbündeten des Echelon Netzwerks:
- Canadian Forces Information Operations Group Headquarters (CFIOGHQ)
- Canadian Forces Network Operation Centre (CFNOC)
- Canadian Forces Signals Intelligence Operations Centre (CFSOC)
- Joint Information and Intelligence Fusion Centre (JIIFC) Detachment

Von CFS Leitrim werden darüber hinaus folgende Nachrichtenstationen fernbedient:
- CFS Alert
- CFB Gander
- CFS Masset